# Јунона
Јунона (лат. Iuno) је најцењенија богиња римског пантеона, поистовећивана с грчком богињом Хером. Сматрана је ћерком Сатурна и женом врховног римског бога Јупитера. Владала је поред њега као Regina („краљица“) и поштована као покровитељица и заштитница Рима. У том својству сачињавала је заједно са Минервом део тзв. капитолске тријаде, и зато имала посебну одају у Јупитеровом храму. Представљана је са дијадемом на глави, скиптром и муњом у рукама.

## Митологија
- Под именом Iuno Populona поштована је као богиња која умножава народ, штити градове и помаже римској војсци у рату.[1]
- Као Iuno Moneta, слављена је и на Арксу (Arx Capitolina), североисточном делу Капитолског брега. Овај атрибут moneta („она која опомиње“, од monere — упозорити, опоменути), додељен је јер су њене свете гуске гакањем упозориле римске војнике приликом ноћног напада Гала на Рим (390. п. н. е) и тиме спасле Капитол. Нешто касније ће у овом храму, у знак захвалности Јунони због помоћи приликом одбране од епирског освајача Пира (275. п. н. е), отпочети ковање римског новца, који се према богињином атрибуту почео називати moneta.[1]
- Као Iuno Curis (или Quiris) приказивана је са штитом и копљем (curis), и претпоставља се да су јој Римљани од давнина приносили жртве на зборном месту свих курија, које се такође звало curia.[1]

Месец Јун је по њој добио име (Iunius), Римљани су јој посветили Календе (Kalendae), тј. први дан у месецу, чиме је довођена у везу са Јанусом (Ianus), богом сваког почетка. Претпоставља се да су ова два божанства првобитно била културно чвршће повезана, на шта указују и заједнички ритуални поступци: Јунона је почетком сваког месеца regina sacrorum жртвовала јагње у „краљевској кући“ на Форуму (Regia), док је њен муж (rex sacrorum) на Календе приносио жртву Јанусу и објављивао дан на који падају Ноне (Nonae). Тек са подизањем Капитолског храма, Јунона се доводи у култну везу са Јупитером, постајући део „капитолске тријаде“, заједно са Минервом.
Поштована је као заштитница жена, богиња брака и порођаја. Њој у част су удате жене славиле празник Matronalia (1. марта), када су добијале дарове од својих мужева, укућана и рођака. Сматрало се да је на тај дан рођен Јунонин син, бог Марс, по коме је овај месец и добио назив, а такође и да је склопљен мир између Латина и Сабињана, којим је омогућено сједињавање насеља околних брежуљака и стварање првобитне римске државе. Према предању, споразум су на Форуму (в. Vulcanal) закључили Ромул и Тит Тације, легендарни оснивач сабијског племена Tities.
Према древном веровању Римљана, као што сваки мушкарац има свог „генија“ (genius), личног духа чувара, тако је и свака жена имала своју „јунону“. Отуда се сматра да је Јунонин лик настао постепеним дивинизовањем бројних генија жена (јунона), односно њиховим сажимањем у једну божанску личност. Тако је она постепено од заштитнице жена и богиње брака и порођаја, постала богиња породице, покровитељица Рима и заштитница целе римске државе и тиме пандан „генију римског народа“ (genius populi Romani).
Римљани су веровали да Јунона, као богиња порођаја (Iuno Lucina), доноси децу на светлост дана (ad lucem), па се у атријуму римских кућа овај срећан догађај прослављао постављањем свечане трпезе у њену част. У подножју Целија, једном од врхова Есквинила, подигнут јој је храм (375. п. н. е) у коме су родитељи новорођене деце били обавезни да приложе одговарајући новчани износ, јер их је на то обавезивала наредба Сервија Тулија. Ово плаћање, заједно са новчаним прилогом богињи Јувенти (Iuventas) при стицању пунолетства и богињи Либитини (Libitina) после погреба, омогућавало је увид у бројно стање римског становништва.
Јунона је задобила и друге бројне атрибуте:
- у функцији заштитнице девојака звали су је Virginiensis (Девичанска),
- а као богиња удатих жена Matrona,
- као заштитница невеста Pronuba (која води за руку младу),
- као заштитница брака Iugalis (која приликом склапања брака саставља руке супружника),
- затим Domiduca (она која одводи невесту у кућу младожење),
- Unixa (названа тако по ритуалном мазању довратака када млада улази у његову кућу),
- Cinixa (која приводи невесту брачној постељи).
- Јунона је слављена и као богиња плодности у ширем смислу, и тада називана Caprotina, јер је јарац (caper) био њена света животиња и често јој је приношен на жртву. У том својству јој је била посвећена светковина, која је сваке године празнована на јулске Ноне (7. јули), не само у граду већ и целом Лацијуму.
- Била је позната под називом Feriae (или Nonae) Caprotinae јер су жене том приликом испод дрвета дивље смокве (caprificus), чији плод симболише женски полни орган, приносиле жртву овој богињи и ритуалним радњама желеле да обезбеде бројно потомство. У слављу су учествовале све жене, укључујући слушкиње и робиње, које су биле преодевене у хаљине матрона и погрдним изразима и бацањем каменчића привлачиле пажњу полазника, и потом их ударале. Веровало се да ти ударци обезбеђују плодност и по томе је ова светковина ритуално била блиска Луперкалијама (Lupercalia), док је по својој раскалашности подсећала на Сатурналије (Saturnalia).[7]

## Теолошка и компаративна студија
Сложеност фигуре Јуноне изазвала је много несигурности и дебата међу савременим научницима. Неки истичу један аспект или карактер богиње, сматрајући га примарним: други би тада били природан, па чак и неопходан развој првog. Палмер и Хармон сматрају да је то природна витална снага младости, а Лате женска плодност. Ови оригинална својства би довели до формирања комплексне теологије Јуноне као суверена и наоружаног божанства чувара.
Жорж Думезил је, са друге стране, предложио теорију о несводљивости и међузависности три аспекта (суверенитет, рат, плодност) у богињама које тумачи као оригиналну, несводљиву структуру као што је претпостављено у његовој хипотези о трифункционалној идеологији Индоевропљана. Док је Думезилово одбијање да види грчки утицај у курзивном Јунонином изгледу тешко одржавaо у светлу доприноса археологије, његову компаративну анализу божанске структуре подржавају многи научници, као што су М. Ренард и Ж. Посе. Његова теорија тврди да док су мушки богови инкарнирали једну појединачну функцију, постоје женске богиње које чине синтезу три функције, као одраз идеала улоге жене у друштву. Иако такво божанство има посебан афинитет за једну функцију, углавном плодност, i. e. треће, она је ипак подједнако компетентна у свакој од три.
Као конкретне примере Думезил наводи ведску богињу Сарасвати и авестичку Анахиту. Сарасвати као речна богиња је прво богиња треће функције, виталности и плодности која је повезана са божанствима треће функције као Ашвин и богиња пропагације као Синивали. Она је мајка и на њу се ослањају све животне снаге.. Али у исто време она припада и првој функцији верског суверена: она је чиста, она је средство очишћења и помаже зачежће и остварење побожних помисли. На крају, она је и ратник: у савезу са Марутима она уништава непријатеље и, једина међу женским богињама, носи епитет бога ратника Индре, уништавача, разарача опозиција. Она је уобичајена супруга свих хероја Махабхарате, синова и наследника ведских богова Дарме, Вајуа, Индре и близанаца Ашвина. Иако у химнама и обредима њена трострука природа никада није изражена заједно (осим у Ṛg Veda VI 61, 12:: triṣadásthā која има три седишта).
Само у свом авестичком еквиваленту Анахита, велике митске реке, она експлицитно носи исте три валенце: њен Јашт наводи да је призивају ратници, свештеници и ослободиоци. Она даје женама лак порођај и благовремен доток млека. Она је јунацима давала снагу којом су победили своје демонске противнике. Она је велики прочишћивач, „она која побожника ставља у ритуално, чисто стање“ (yaož dā). Њено потпуно име је такође троструко: Мокра (Arədvī), Јака (Sūrā), Безгрешна (Anāhitā).
Думезил примећује да се ови наслови савршено поклапају са латинском Јуноном, посебно Јуноном Сеиспес Матер Регином из Ланувиума, једина разлика је у религиозној оријентацији прве функције. Може се упоредити и епитет Флуоније, Флувиона римске Јуноне, о коме говори Г. Радке. Међутим, Д. П. Хармон је приметио да се значење Сеиспеса не може посматрати као ограничено на аспект ратника, јер подразумева сложенију, свеобухватнију функцију, тј. спаситеља.
Код германских народа хомологна богиња је била двовалентна, по правилу је војна функција била подређена суверену: богиња *Frīy(y)o- била је истовремено суверен, жена великог бога, а Венера (отуда *Friy(y)a-dagaz „Фрејтаг за Венеру умире”). Међутим, унутрашња напетост лика довела је до дуплирања у скандинавској религији: Фрига је резултирала само сувереном богињом, супругом бога чаробњака Одина, док је из имена Фреир типичног бога треће функције, извучен је други лик, Фреја, ограничена као Вани у сферу задовољства и богатства.
Думезил сматра да су теологије древног Лацијума могле да сачувају сложену слику богиње и да би та чињеница, посебно њена карактеристика да је Регина, заузврат учинила могућим њено тумачење као Хере.